# 증심사 약사암
약사암(藥師庵)은 광주광역시 동구, 증심사 입구에서 약사 계곡을 따라 새인봉 쪽으로 있는 암자이다. 1984년 2월 17일 광주광역시의 문화재자료 제2호로 지정되었다.

## 개요
증심사는 철감선사 도윤이 신라 헌안왕 4년(860)에 세운 절로 송광사에 딸린 절이다. 증심사 입구에서 약사 계곡을 따라 새인봉 쪽으로 오르다보면 비교적 규모를 갖춘 약사암이 모습을 드러낸다.
약사암은 철감선사 도윤이 증심사를 세우기 직전인 850년경 ‘인왕사(人王寺) ’라는 이름으로 지었고, 고려 충렬왕 32년(1306)년 절을 고쳐 세우면서 ‘약사암 ’으로 이름을 바꾸었다. 한국전쟁으로 소실된 것을 1974∼1984년에 복원하여 오늘에 이르고 있다.
경내의 건물로는 대웅전, 운림당, 운림선원, 강원(講院) 등이 있다. 대웅전은 석가여래를 모신 중심 건물로 앞면 3칸·옆면 2칸 규모에, 지붕은 옆면에서 볼 때 여덟 팔(八)자 모양인 팔작지붕으로 되어 있다. 지붕 처마를 받치기 위해 장식하여 만든 공포는 기둥 위와 기둥 사이에 있는 다포 양식이다.
운림당과 강원은 스님들이 생활하는 요사채로 마주보게 배치되었다. 대웅전에 모신 석조여래좌상(보물 제600호)과 대웅전 앞에 있는 3층석탑이 9세기경 작품으로 추정되어 이 사찰의 역사를 뒷받침 해주고 있다.

## 소장 문화재
- 광주 약사암 석조여래좌상 - 보물 제600호

## 참고 자료
- 약사암 - 국가유산청 국가유산포털